# Christophe Laborie
Christophe Laborie (Aurillac, 5 augustus 1986) is een Frans wielrenner die anno 2016 rijdt voor Delko Marseille Provence KTM.

## Overwinningen
2009
3e etappe Mi-Août Bretonne
2010
2e etappe Tour Nivernais Morvan

## Reultaten in voornaamste wedstrijden
| Jaar | Parijs-Roubaix | Parijs-Tours |
| ---- | -------------- | ------------ |
| 2012 | buit.tijd      | 30e          |
| 2013 | opgave         | 102e         |
| 2014 | opgave         | 91e          |
| 2015 | 122e           |              |
| 2016 | 81e            |              |

## Ploegen
- 2010 –  Saur-Sojasun (stagiair vanaf 1-8)
- 2011 –  Saur-Sojasun
- 2012 –  Saur-Sojasun
- 2013 –  Sojasun
- 2014 –  Bretagne-Séché Environnement
- 2015 –  Bretagne-Séché Environnement
- 2016 –  Delko Marseille Provence KTM